# Wilhelm Meyer-Lübke
Wilhelm Meyer-Lübke (o Meyer-Luebke) (Dübendorf, 30 de enero de 1861-Bonn, 4 de octubre de 1936) fue un lingüista, romanista e hispanista suizo, perteneciente a la corriente de la

## Biografía
Tuvo por maestro al padre de la Romanística europea, Friedrich Diez. Enseñó en las universidades de Jena, Viena y Bonn. 
Siguiendo la teoría de Gröbe, adaptó el método comparatista de investigación del indoeuropeo a las lenguas románicas, en cuyo estudio introdujo un principio de sistematización. Introdujo un gran escepticismo sobre las explicaciones de los cambios fonéticos por medio del sustrato. Observó que es muy poco lo que se sabe sobre las lenguas prerromanas (osco y umbro, para la Italia central y meridional; galo, para la Italia septentrional y la Galia; ibero, para España); no se sabe con certeza nada de la lengua de los sardos y muy poco de la lengua de la Dacia o del Véneto. Una de las influencias de sustrato céltico es la mutación de u en ü. Esta se produce en francés, provenzal, piamontés, ligurés, lombardo, en parte del emiliano, en romanche y engadinés, además de en galés, holandés, dialectos alemanes de Alsacia, de parte de Brisgovia y del Vallese. Todas estas zonas fueron habitadas por los celtas, pero la coincidencia entre la isoglosa y el área celta es menos precisa de lo que parece. Aún admitiendo la identidad de la isoglosa moderna con el área antiguamente ocupada por los celtas, queda por demostrar que la isoglosa sea de origen antiguo y que la coincidencia se remonte efectivamente al tiempo en que los celtas aprendían latín. Pero el fenómeno en provenzal es posterior a la época medieval y parece tardío incluso en otras zonas periféricas de la Galorromania, de Saboya a Normandía. El área actual de u>ü es el resultado de una expansión a partir de un pequeño foco original. La innovación se extendió a los vascos de la vertiente francesa de los Pirineos. De todos los fenómenos atribuidos al sustrato céltico, los que resultaban más seguros para Meyer-Lübke eran el paso de -ct- a -it- y la nasalización de las vocales. A la influencia osco-umbra Meyer-Lübke concede dos fenómenos seguros: la sonorización de las oclusivas sordas después de nasal, y la asimilación -ND- > -nn-. Para la península ibérica estudia el cambio de f- inicial que no tiene lugar delante de -r- ni ante diptongo románico ue de o. En conclusión Meyer-Lübke piensa que antes de avanzar la hipótesis de influjos del sustrato se deben cumplir tres operaciones preliminares:
1. La comprobación de las reales condiciones de población de la zona en la que ocurre el fenómeno, o de las exactas relaciones, en ella, entre latinos y no latinos,
2. La antigüedad del fenómeno en la zona afectada,
3. Un examen riguroso de las diversas realizaciones articulatorias de sonidos a primera vista idénticos.

Adoptó una posición polémica en cuanto a la lengua catalana. Siguiendo a su maestro Diez, en 1890 asignó a la lengua catalana el status de dialecto del provenzal en su Gramática de las Lenguas Románicas, donde dice: "En el Este la transición se opera poco a poco con el catalán en el Rosellón: Esta última habla (parlen), que no es más que un dialecto provenzal...." (p. 14). Sin embargo, cambió este juicio en 1925, en que utiliza generalizadamente el nombre de "lengua catalana", pero con la afirmación de sus concordancias con el provenzal para todo el conjunto idiomático catalá-valenciá-balear.

## Obras
Es autor, entre otras obras, de una Gramática de las lenguas románicas (1890-1902) en cuatro volúmenes, de una Introducción al estudio de la lingüística romance (1901), que Américo Castro tradujo al español en 1914 de la segunda edición alemana con notas y adiciones, de un Diccionario etimológico de las lenguas románicas (1911-1920) en trece entregas y de un polémico El catalán. Su situación frente al español y al provenzal (1929). 
- Datos: Q124090
- Multimedia: Wilhelm Meyer-Lübke / Q124090